# Jordanoleiopus feai
Jordanoleiopus feai es una especie de escarabajo longicornio del género Jordanoleiopus, tribu Acanthocinini, familia Cerambycidae. Fue descrita científicamente por Breuning en 1955.

## Distribución
Se distribuye por isla de Príncipe.

## Descripción
La especie mide 5,5 milímetros de longitud. El período de vuelo ocurre en el mes de abril.